# Мало-Барханчакский сельсовет
Ма́ло-Барханча́кский сельсове́т — упразднённое сельское поселение в составе Ипатовского района Ставропольского края Российской Федерации.
Административный центр — аул Малый Барханчак.

## География
Находился в юго-восточной части Ипатовского района. Общая площадь территории сельсовета — 206,7 км². Расстояние от административного центра муниципального образования до районного центра — 25 км.

## История
Туркменский аул Большой Барханчак (Баш аул) был основан в 1836 г. на балке под тем же названием, впадающей в р. Калаус, и состоял из поселений Верхний Барханчак и Нижний Барханчак. Аул Малый Барханчак (или Казанский) был основан татарами в 1863 г. В 1869 г. неподалеку от аула Большой Барханчак образован аул Юсуп-Кулак.
В 1920 г. Мало-Барханчакская волость с центром в ауле Малый Барханчак, включающая в себя также аулы Верхний Барханчак, Новый Барханчак и Юсуп-Кулак, была в составе Туркменского района Ставропольской губернии и имела площадь 45 806 десятин.
В 1921 г. было основано с. Крестьянское. 1 марта 1926 г. в составе Виноделинского района (с 1935 г. — Ипатовского) образовался Крестьянский сельсовет.
5 апреля 1941 г. в состав Ипатовского района из Туркменского переданы Верхне-Барханчакский,  Мало-Барханчакский и Юсуп-Кулакский сельсоветы.
18 июня 1954 г. Юсуп-Кулакский сельсовет вошел в состав в укрупненного Лиманского сельсовета. Сельсоветы Книгинский, Мало-Барханчакский, Верхне-Барханчакский и Крестьянский объединились в укрупненный Книгинский сельсовет (с 1957 г. — Октябрьский). В 1956 г. колхоз им. Ватутина вошел в состав колхоза им. Ипатова, центральной усадьбой стало село Октябрьское.
В 1973 г. из части колхоза им. Ипатова был создан колхоз им. Буденного на базе аулов Малый Барханчак, Верхний Барханчак, Нижний Барханчак и с. Крестьянского. В апреле 1976 г. они вошли в состав образованного Мало-Барханчакского сельсовета.
С 1 мая 2017 года все муниципальные образования Ипатовского муниципального района, в том числе Мало-Барханчакский сельсовет, были преобразованы, путём их объединения, в Ипатовский городской округ.

## Население
| 1989  | 2002  | 2010  | 2011  | 2012  | 2013  | 2014  | 2015  | 2016  |
| ----- | ----- | ----- | ----- | ----- | ----- | ----- | ----- | ----- |
| 1990  | ↗2182 | ↘2098 | ↘2090 | ↘2074 | ↘2033 | ↘2009 | ↘1974 | ↗1988 |
| 2017  |       |       |       |       |       |       |       |       |
| ↘1972 |       |       |       |       |       |       |       |       |

### Национальный состав
По итогам переписи населения 2010 года проживали следующие национальности (национальности менее 1 %, см. в сноске к строке "Другие"):
| Национальность | Численность | Процент |
| -------------- | ----------- | ------- |
| Татары         | 1229        | 58,58   |
| Туркмены       | 579         | 27,60   |
| Русские        | 128         | 6,10    |
| Азербайджанцы  | 38          | 1,81    |
| Ногайцы        | 38          | 1,81    |
| Другие         | 86          | 4,10    |
| Итого          | 2098        | 100,00  |

## Состав поселения
До упразднения Мало-Барханчакского сельсовета в состав его территории входили 4 населённых пункта:
| № | Населённый пункт  | Тип населённого пункта      | Население | Примечание             |
| - | ----------------- | --------------------------- | --------- | ---------------------- |
| 1 | Верхний Барханчак | аул                         | ↘388      | туркмены, татары       |
| 2 | Крестьянское      | село                        | ↘111      | русские, азербайджанцы |
| 3 | Малый Барханчак   | аул, административный центр | ↗1075     | татары                 |
| 4 | Нижний Барханчак  | аул                         | ↗327      | туркмены               |

## Местное самоуправление
- Совет депутатов сельского поселения Мало-Барханчакский сельсовет (состоял из 10 депутатов, избираемых на муниципальных выборах по одномандатным избирательным округам сроком на 5 лет)[20].
- Администрация сельского поселения Мало-Барханчакский сельсовет[20]

Главы администрации
- 07.1987—12.1996 — Мухарем Хусаинович Ромаев (1939)[21]
- 12.1996—03.2011 — Наиль Гаязович Нагуманов (1951)[21]
- с 03.2011 — Ильдар Мухаремович Ромаев[22]

## Инфраструктура
- Социально-культурное объединение
- Автомобильная дорога «Ипатово — Малый Барханчак»

## Образование
- Средняя общеобразовательная школа № 16
- Детский сад № 13 «Ручеек»

## Сельское хозяйство
- ООО «Барханчакское»